# Prisioneros de guerra japoneses en la Unión Soviética

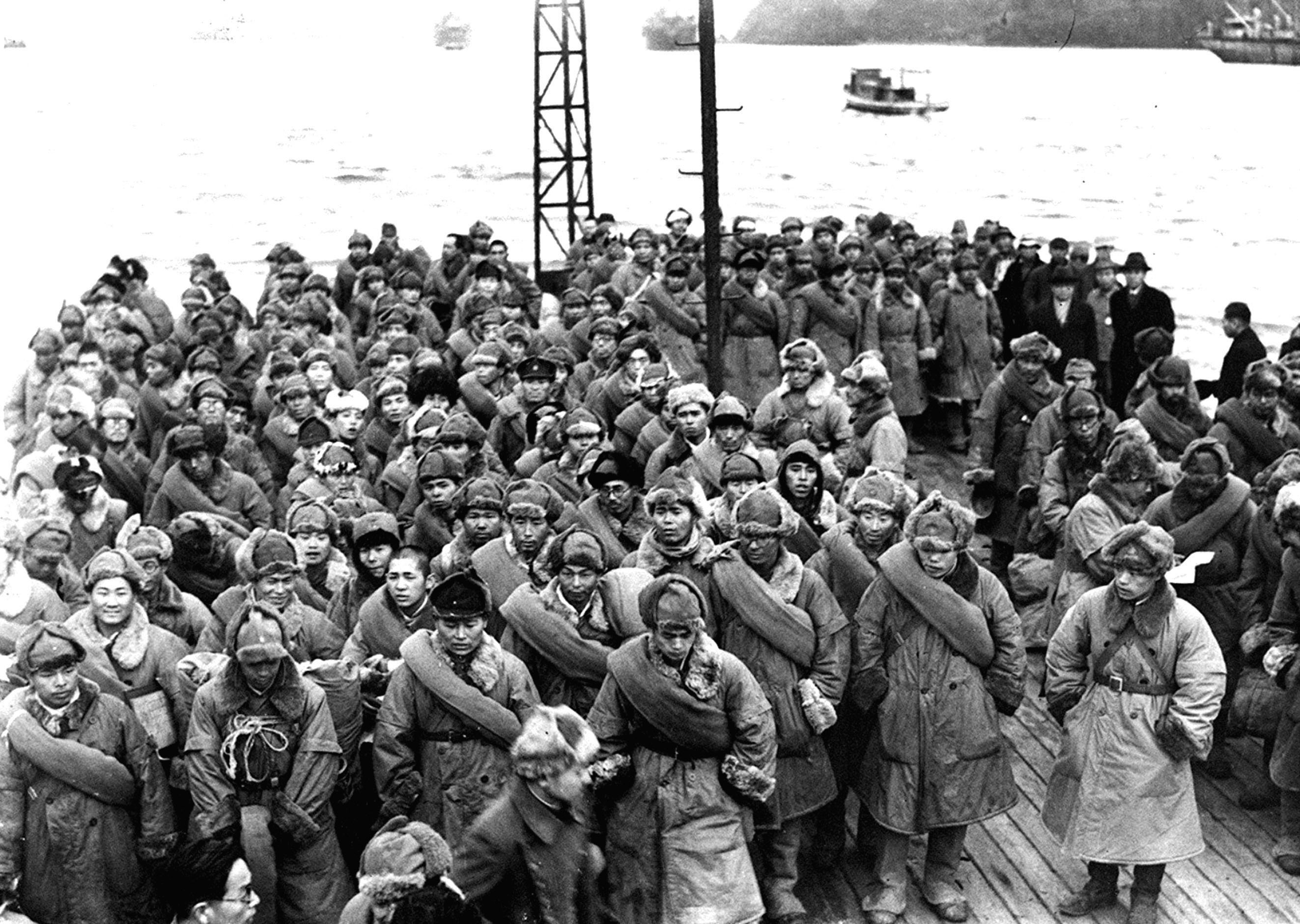
Soldados japoneses que regresan de Siberia, donde fueron encarcelados después de la Segunda Guerra Mundial, esperan para desembarcar de un barco en Maizuru. Prefectura de Kioto, Japón en 1946.

Al final de la Segunda Guerra Mundial había entre 560 000 y 760 000 prisioneros de guerra japoneses en la Unión Soviética y Mongolia internados para trabajar en campos de trabajo forzado. Alrededor del 10 % de ellos (50 000-60 000) falleció, la mayoría durante el invierno de 1945-1946.
La repatriación comenzó en 1946 y terminó en 1956.